# Roller Hockey Premier League 2000-2001
La Roller Hockey Premier League 2000-2001 è stata la 27ª edizione del torneo di primo livello del campionato inglese di hockey su pista. Il titolo è stato conquistato dall'Herne Bay United per l'ottava volta nella sua storia.

## Stagione

### Formula
La Roller Hockey Premier League 2000-2001 vide ai nastri di partenza otto club; la manifestazione fu organizzata con un girone all'italiana, con gare di andata e ritorno per un totale di 14 giornate: erano assegnati 3 punti per l'incontro vinto e un punto a testa per l'incontro pareggiato, mentre non ne era attribuito alcuno per la sconfitta. Al termine della stagione regolare la vincitrice venne proclamata campione d'Inghilterra.

## Classifica finale
|                        | Pos. | Squadra          | Pt | G  | V  | N | P  | GF  | GS  | DR  |
| ---------------------- | ---- | ---------------- | -- | -- | -- | - | -- | --- | --- | --- |
| Inghilterra (bandiera) | 1.   | Herne Bay United | 37 | 14 | 12 | 1 | 1  | 113 | 33  | +80 |
|                        | 2.   | Manchester       | 27 | 14 | 9  | 0 | 5  | 98  | 64  | +34 |
|                        | 3.   | Maidstone        | 24 | 14 | 7  | 3 | 4  | 75  | 41  | +34 |
|                        | 4.   | Letchworth       | 22 | 14 | 7  | 1 | 6  | 84  | 52  | +32 |
|                        | 5.   | Grimsby          | 13 | 14 | 4  | 1 | 9  | 77  | 117 | -40 |
|                        | 6.   | Middlesbrough    | 9  | 14 | 3  | 0 | 11 | 67  | 95  | -28 |
|                        | 7.   | Halifax          | 3  | 14 | 1  | 0 | 13 | 29  | 69  | -40 |
|                        | 8.   | Sheffield        | 3  | 14 | 1  | 0 | 13 | 56  | 128 | -72 |

Legenda:
  Vincitore della National Cup 2001.
      Campione d'Inghilterra e ammessa alla CERH Champions League 2001-2002.
      Ammesse alla Coppa CERS 2001-2002.
Note:
Tre punti a vittoria, due a pareggio, uno a sconfitta.
L'Herne Bay United rinuncia a partecipare alla CERH Champions League e partecipa alla Coppa CERS.
Il Manchester e il Maidstone rinunciano a partecipare alla coppa CERS; al loro posto subentra il Letchworth.